# مولکولو
مولکولو (به لاتین: Mülkülü) یک منطقه مسکونی در جمهوری آذربایجان است که در شهرستان تووز واقع شده است. مولکولو ۹۸۷ نفر جمعیت دارد.